# Три стрелы

Логотип Французской секции Рабочего интернационала с использованием трёх стрел

Три стрелы (нем. Drei Pfeile) — социал-демократический и антифашистский политический символ. Появился в веймарской Германии в ходе политического кризиса, предшествовавшего захвату власти нацистами в 1933 году.

## История
Социал-демократическая партия Германии (СДПГ) боролась за власть как с НСДАП, так и с Коммунистической партией. В этих условиях организатор СДПГ Карло Мирендорф (нем. Carlo Mierendorf) завербовал российского эмигранта Сергея Чахотина в пропагандисты военизированного крыла партии, «Железного фронта», и в начале 1932 года они совместно разрабатывают пропагандистские инициативы против НСДАП и КПГ. Три стрелы создаются ими как символ социал-демократической военизации.
Мирендорф и Чахотин запускают кампанию «Три стрелы против свастики» (нем. Dreipfeil gegen Hakenkreuz). Чахотин выпускает книгу под тем же именем. Считалось, что три стрелы представляют борьбу социал-демократического движения против монархизма, фашизма и коммунизма. На предвыборном плакате СДПГ во время выборов в рейхстаг в ноябре 1932 года три стрелы используются для представления оппозиции Коммунистической партии, монархистскому крылу Партии центра и НСДАП.

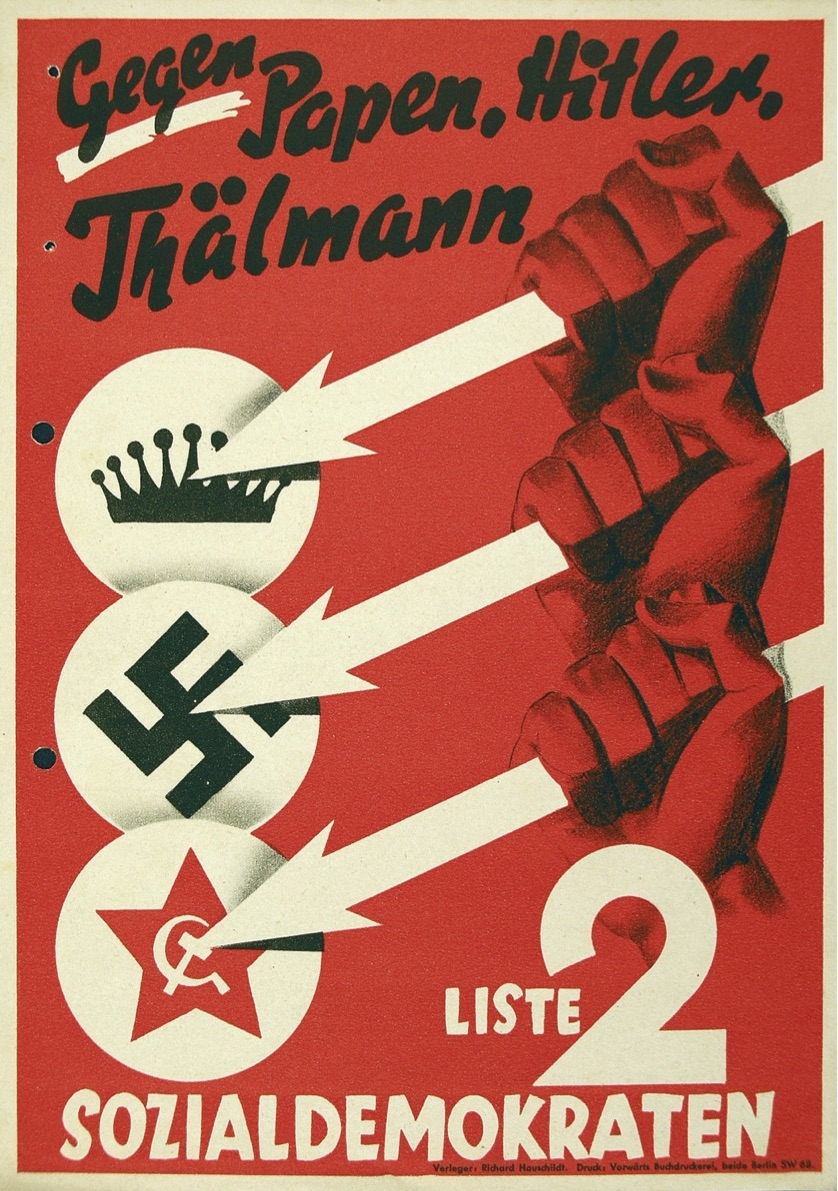
Предвыборный плакат СДПГ 1932 года с «тремя стрелами» и лозунгом «Против Папена, Гитлера, Тельмана»

Эстетика кампании и символ «три стрелы» черпали вдохновение из революционных произведений искусства русского авангарда. Согласно Чахотину, идею трёх стрел он получил, увидев свастику, перечёркнутую мелом в Гейдельберге. По словам Чахотина, когда свастика и три стрелы используются вместе, они всегда будут выглядеть, как перечёркивание свастики, а не наоборот. Три стрелы были приняты в качестве официального символа руководством СПД и «Железным фронтом» к июню 1932 года. Члены «Железного фронта» носили нашивки с символом.
В августе 1932 года австрийские социал-демократы приняли три стрелы в качестве своего боевого символа. Австрийский поэт-социалист Карл Шнеллер посвятил символу поэму Drei Pfeile на конгрессе Социал-демократической партии Австрии 1932 года. Символ был запрещён в Австрии в 1933 году. В эпоху нацистской Германии символ использовался в памфлетах Революционных социалистов Австрии и появлялся в граффити. В 1932—1935 годы он также использовался в Бельгии, Дании и Великобритании.
После того, как Чахотину пришлось бежать от нацистов во Францию, символ стал использоваться Французской секцией Рабочего интернационала (СФИО). Три стрелы оставались символом французских социалистов до 1970-х годов, когда были заменены на другие известные символы, используемые социал-демократией — кулак и розу.

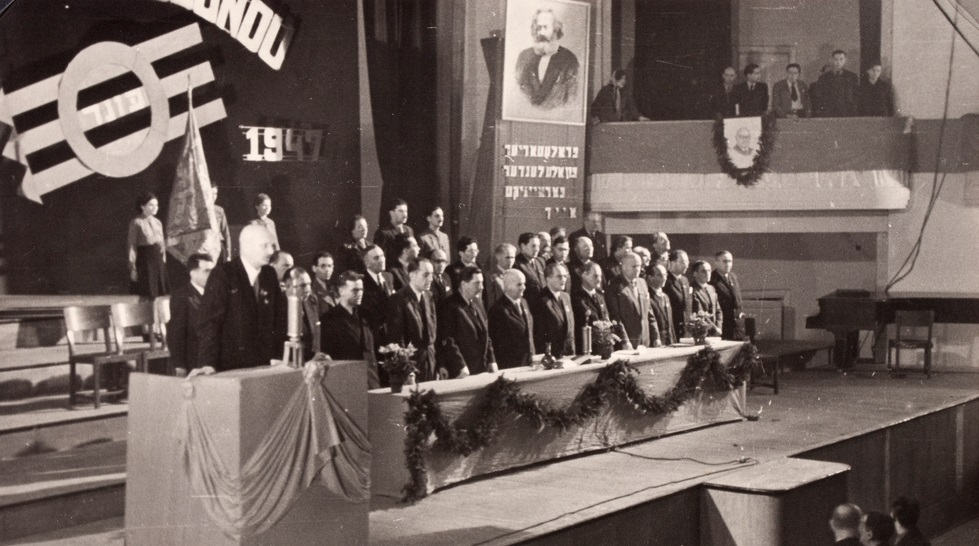
Встреча Всеобщего еврейского рабочего союза (Бунда) в Польше, 15 ноября 1947 года

После Второй мировой войны три стрелы стали официальным логотипом Социалистической (Социал-демократической) партии Австрии с 1945 года. В символ был добавлен круг, а символизм изменён в пользу представления единства индустриальных рабочих, сельских рабочих и интеллигенции. Три стрелы оставались часто используемым символом социал-демократов в Австрии до 1950-х годов.
Португальская Социал-демократическая партия, основанная в 1974 году после Революции гвоздик после падения фашистской диктатуры Салазара, использует адаптацию трёх стрел в качестве логотипа с момента своего основания. Согласно членам партии, участвовавшим в принятии символа, он был выбран, чтобы дифференцировать партию от легко узнаваемых логотипов её главных соперников — кулака и розы Социалистической партии и серпа и молота Коммунистической партии — и подчеркнуть сопротивление и отвержение фашизма и нацизма.
Символ «три стрелы» используется по сей день множеством антифашистских организаций и движений, таких как движение антифа (другой распространённый символ антифа, красный и чёрный флаги в чёрном круге, восходит к коммунистической организации «Антифашистское действие»).